# 3771 Alexejtolstoj
3771 Alexejtolstoj eller 1974 SB3 är en asteroid i huvudbältet som upptäcktes den 20 september 1974 av den sovjetisk-ryska astronomen Ljudmila Zjuravljova vid Krims astrofysiska observatorium på Krim. Den är uppkallad efter den ryske författaren Aleksej Tolstoj.
Den tillhör asteroidgruppen Matterania.